# پرشکوه (روستا)
روستای پرشکوه از توابع شهرستان لنگرود می‌باشد این روستا در دامنه کوه قراردارد
معنی پرشکوه به معنی «پره کوه» یا دامنه کوه گفته شده‌است
البته زیبایی‌های روستا بسیار زیاد است
این روستادارای محصولات کشاورزی ازقبیل چای وکرم ابریشم ومرکبات می‌باشد.
مرکبات این روستا دارای محبوبیت خاصی در استان گیلان بوده و از معروفیت بالایی برخوردار است.

## جمعیت پرشکوه
بنابر سرشماری مرکز آمار ایران، جمعیت روستای پرشکوه در سال ۱۳۸۵ برابر با ۱۰۷۰ نفر بوده‌است که ۵۲۴ نفر مرد و ۵۴۶ نفر زن هستند. بنابراین آمار ۷۸۴ نفر باسواد هستند که ۴۱۴ نفر مرد و ۳۷۰ نفر زن هستند تعداد افراد بیسواد پرشکوه ۲۳۱ نفر بوده که ۹۰ نفر مرد و ۱۴۱ نفر زن تشکیل شده‌است.

## موقعیت جغرافیائی پرشکوه
فاصله روستای پرشکوه با شهرها و روستاهای اطراف ان به شرح زیر است:
روستای ملات ۱٫۵ کیلومتر،
کومله ۱٫۳ کیلومتر،
روستای سالاکوه بالا ۱٫۸ کیلومتر،
روستای سیاه کرد گوابر ۱٫۸ کیلومتر،
سالاکوه پایین ۲٫۲ کیلومتر،
طالب سرا ۲٫۸ کیلومتر،
گالش کولوم لیلاکوه ۲٫۳ کیلومتر،
مریدان ۳٫۵ کیلومتر،
چوماقستان ۳ کیلومتر،
چهار ده ۳٫۳ کیلومتر،
لیسه رود ۳٫۳ کیلومتر،
کلیدبر ۳٫۸ کیلومتر،
کیا کلایه ۴ کیلومتر،
خارشتم ۴ کیلومتر،
لیلاکوه ۳٫۹ کیلومتر،
دریا سر ۴ کیلومتر،
سیگارود ۴٫۸ کیلومتر.

## کوه پرشکوه
روستای پرشکوه بردامنه کوه پرشکوه واقع است که ارتفاع این کوه در حدود ۴۵۰ متر است.

## مردم‌شناسی
بافت قومی مردم پرشکوه گیلک و به زبان گیلکی تکلم می‌کنند.
معروف‌ترین کسی که در پرشکوه زندگی می‌کرده حاج تراب صیحانی بوده او یک عالم فقیه و معلم بود وی در سال ۱۳۷۵ به دیار باقی شتافت
1. ↑  «دهکده ایران - بانک جامع اطلاعات روستاهای ایران». بایگانی‌شده از اصلی در ۲۵ اکتبر ۲۰۱۲. دریافت‌شده در ۱۵ دسامبر ۲۰۱۰.
2. ↑  Paresh Kūh (Iran) map - nona.net
3. ↑  «گروه کوهنوردی دنا اصفهان - پنجشنبه 3/8/86». بایگانی‌شده از اصلی در ۹ اكتبر ۲۰۰۹. دریافت‌شده در ۲۴ دسامبر ۲۰۰۹. تاریخ وارد شده در |archive-date= را بررسی کنید (کمک)

پرشکوه دارای یک کارخانه چای نیز می‌باشد و شغل اکثر مردم آن کشاورزی و معلمی می‌باشد